# Viggo Ullmann

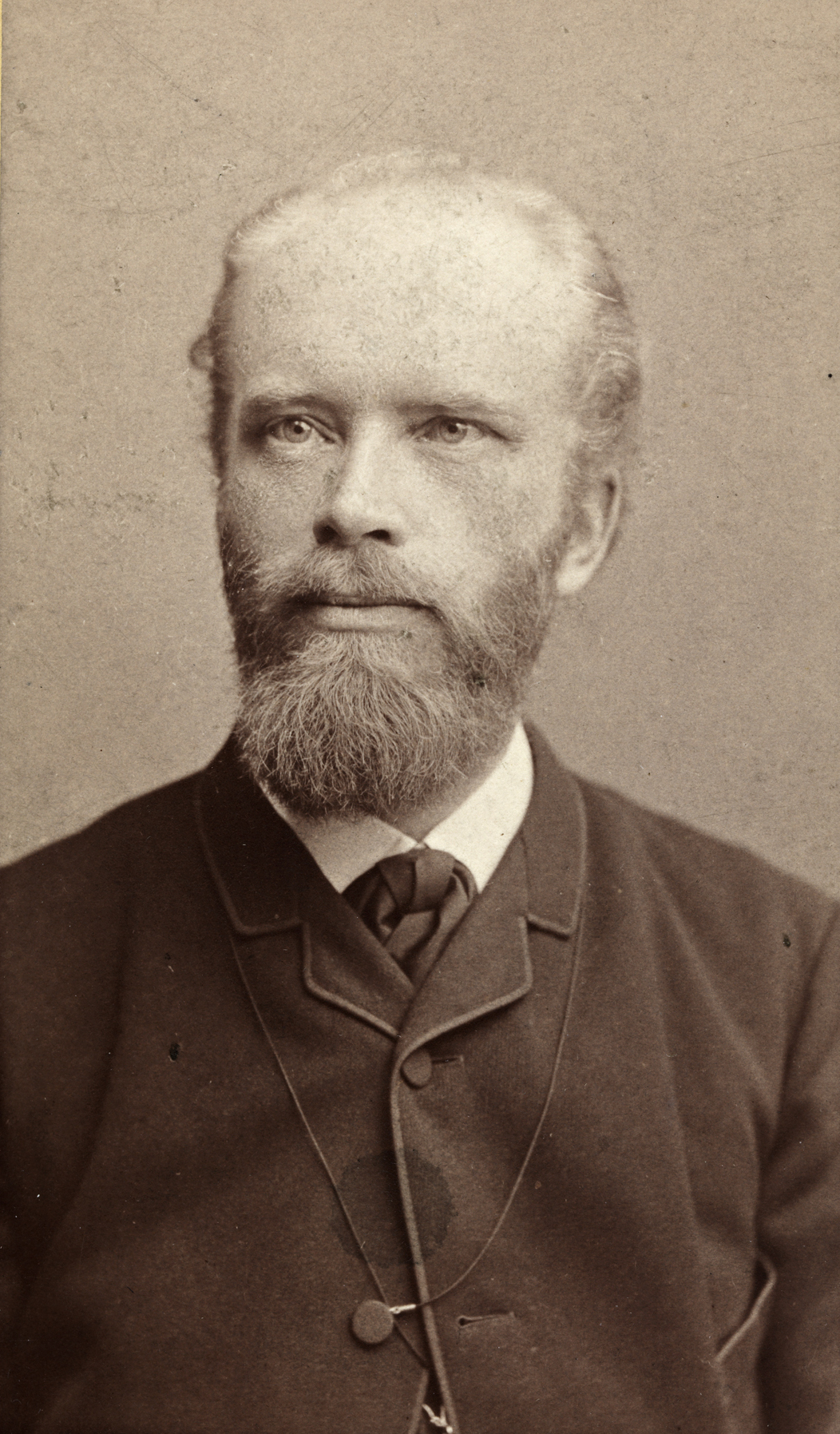
Viggo Ullmann (1848–1910)

Johan Christian Viggo Ullmann (* 21. Dezember 1848 in Kristiania (Oslo); † 30. August 1910 in Vestre Aker) war ein norwegischer Pädagoge, Politiker und Autor. Dreißig Jahre lang war er Leiter und Lehrer einer Folkehøgskole (wörtlich „Volkshochschule“), einer alternativen Schule für Jugendliche ohne Prüfungen und ohne Abschlusszeugnisse. Von 1880 bis etwa 1900 war er als Parlamentsabgeordneter der liberalen Venstre-Partei, als aufklärender Publizist und charismatischer Redner, eine der prominentesten Persönlichkeiten des öffentlichen Lebens. Er engagierte sich für den Pazifismus und das Frauenwahlrecht, die Sprachreform, die Armutsbekämpfung, die Demokratisierung der Amtskirche und 1905 für die Einführung der Republik. Nebenbei schrieb er eine Reihe von Büchern „für die Schule und das Selbststudium“ und übersetzte aus dem Griechischen, Lateinischen und Englischen. Die letzten Lebensjahre verbrachte er zurückgezogen von Schule und Politik, ruhiger, aber von Krankheit gezeichnet, als leitender Beamter der Provinzverwaltung von Telemark.

## Leben

### Kindheit und Jugend
Viggo Ullmann war das vierte von sechs Kindern des dänischen Königlich Bevollmächtigten Jørgen Nicolai Axel Ullmann (1811–1862) und der Cathrine Johanne Fredrikke Vilhelmine Dunker (1816–1915). Seine Geschwister waren Axel Conradin (* 1840), Ebba Johanne (* 1843), Ragna Vilhelmine (* 1845), Vilhelm (* 1850) und Holger Johs (* 1850). Axel Conradin Ullmann (1840–1923) wurde Lehrer an der Kristiansand katedralskole (1896–1913) und machte sich einen Namen als Entomologe (Koleopterologe). Ragna Vilhelmine Ullmann wurde als Ragna Nielsen eine prominente Pädagogin und Frauenrechtlerin. Ebba Johanne heiratete den Theologen Fredrik Christian Dons und wurde Mutter bzw. Schwiegermutter von Wilhelm Dunker Dons, Ella Anker, Jens Thiis und Nils Kjær.
Als Viggo sechs Jahre alt war, ließ sich seine Mutter scheiden und zog ihn und seine Geschwister allein auf. Zunächst führte sie für einige Jahre in ihrem Haus eine kleine private Mädchenschule. Danach leitete sie dreißig Jahre lang das Vaterlands Asyl, eine Art Kindergarten, und unterrichtete dort auch selbst. In dieser Zeit wohnte die Familie in Kristiania am Tomtegaden 10a. 1865 lebten noch außer der Tochter Ragna die Söhne Viggo und Holger (als 18- bzw. 16-jährige Schüler) im Haushalt.
Vilhelmine Ullmann war eine überzeugte Anhängerin von N.F.S. Grundtvig und vermittelte auch ihren Kindern die grundtvigianischen Ansichten über liberales Christentum und emanzipatorische Volksaufklärung sowie die Begeisterung für das skandinavische Kulturerbe und das „lebendige Wort“ in der Pädagogik. Der Bruder der Mutter, Bernhard Dunker, der in den 1860er Jahren den Widerstand des Stortings gegen die Aushöhlung der norwegischen Autonomie gegenüber der schwedischen Krone (letztlich erfolgreich) anführte, wurde dem späteren Republikaner Viggo ebenfalls ein Vorbild.

### Studium und Heirat

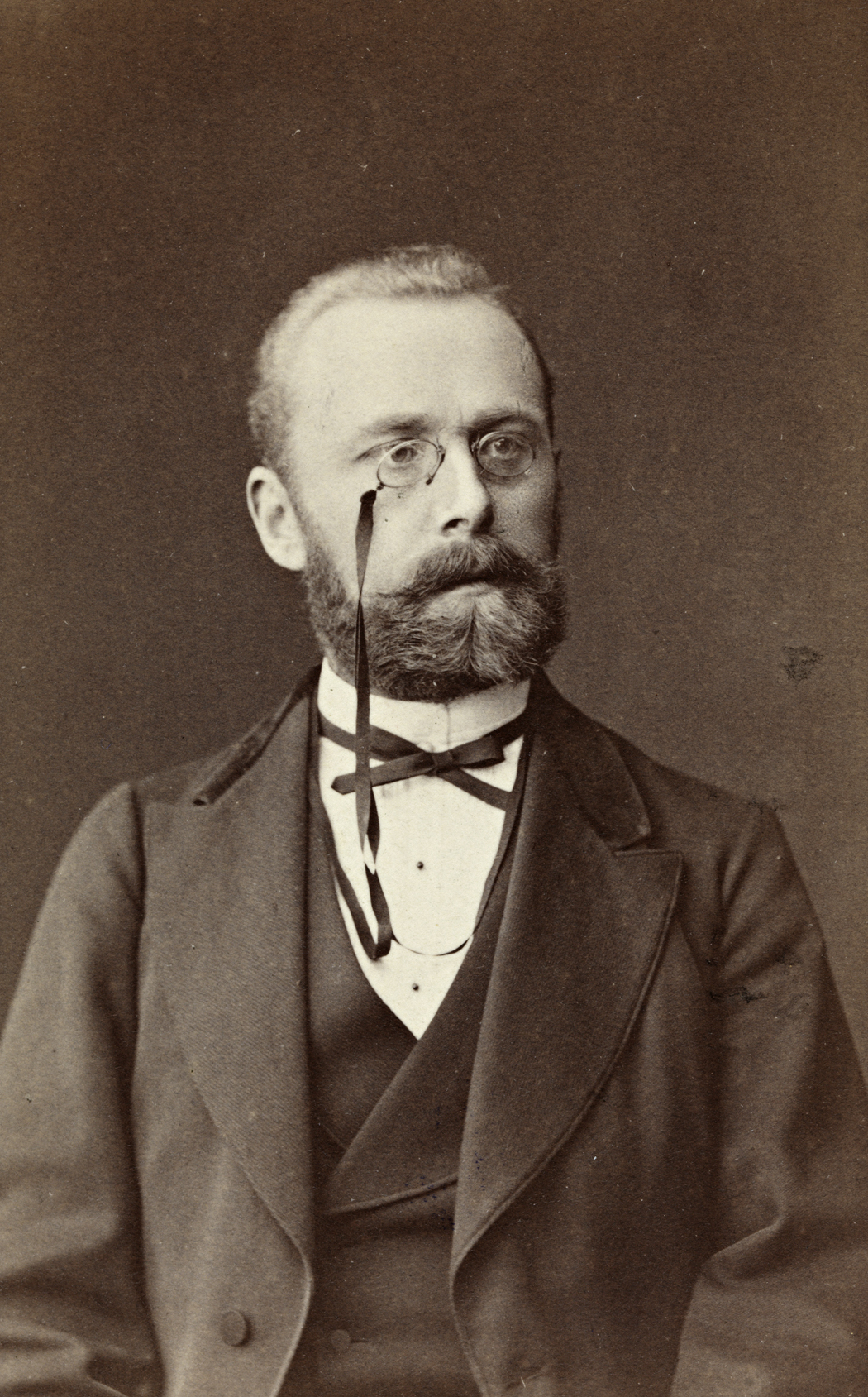
Viggo Ullmann (1848–1910)

Viggo Ullmann besuchte die Kristiania katedralskole, wo er u. a. von Knud Knudsen, dem Mitbegründer des Riksmål, unterrichtet wurde. 1866 legte er „med Laud“ (mit Auszeichnung) sein Examen artium (Abitur) ab. Danach war er drei Jahre lang Hauslehrer bei Nicolai Aall in der Eisenhütte Næs bei Tvedestrand. Ab 1870 studierte er Philologie an der Universität Kristiania. Im Herbst 1872 schloss er sein Studium als cand. philol. mit dem philologischen Embedsexamen ab, wiederum „med Laud“. Das Embedsexamen war Voraussetzung für eine staatliche Anstellung.
Am 12. August 1875 heiratete Viggo Ullmann in Løten seine Cousine zweiten Grades Vilhelmine Marie Eriksen, auch Marie Wilhelmine genannt, (* 16. Januar 1853 in Løten; † 4. Februar 1918 in Kristiania), Tochter des Pfarrers Andreas Melchior Eriksen (1822–1878) und der Fransisca Wilhelmine Birgitte Hansteen (geb. 1825). Bruder Axel Conradin fungierte als Trauzeuge. Dieser Ehe entsprangen fünf Kinder: Johanne (* 1878), Halvdan Andreas (* 1883), Vilhelm (* 1886), Ragnar (* 1889) und Signe (* 1890). Johanne wurde noch in Landvik (heute in Grimstad) geboren, die jüngeren Kinder alle in Seljord. Die Schauspielerin Liv Ullmann (* 1938) ist eine Enkelin von Halvdan Ullmann.

### Lehrer an und Leiter von Volkshochschulen
Während seines Studiums wurde Viggo Ullmann Teil des grundtvigianischen Kreises in Kristiania und lernte Christopher Bruun und Olaus Arvesen persönlich kennen, die beiden Pioniere der skandinavischen Folkehøgskole (wörtlich „Volkshochschule“) in Norwegen. Dieser spezielle skandinavische Schultyp ist eine alternative Schule für Jugendliche ohne Prüfungen und ohne Abschlusszeugnisse. Schüler und Lehrer leben für ein oder zwei Semester zusammen im Internat. Folkehøgskolen wurden im bewusster Distanz zu den vorhandenen Universitäten vor allem in ländlichen Gegenden eingerichtet und legen bis heute hohen Wert auf die Vermittlung von handwerklichen und künstlerischen Fähigkeiten.
Ab dem Herbst 1872, gleich nach seinem Studienabschluss, verbrachte Viggo Ullmann ein Jahr in Grundtvigs Heimat Dänemark an der Volkshochschule Askov bei Vejen. Seine in dieser Zeit an seine Angehörigen in Kristiania geschriebenen Briefe wurden posthum von seiner Witwe herausgegeben. Sie sind das einzige veröffentlichte Dokument, in dem Viggo Ullmann als Privatmensch präsent ist. In den folgenden drei Jahren lehrte er während der Sommerkurse an der von Herman Anker gegründeten Sagatun Folkehøyskole bei Hamar. „Viggo Ullmann war selbst ein guter Vermittler des ‚lebendigen Wortes‘ als Debattierer und öffentlicher Redner, vor allem aber in einem langen Leben als Lehrer und Leiter einer Reihe von Volkshochschulen.“

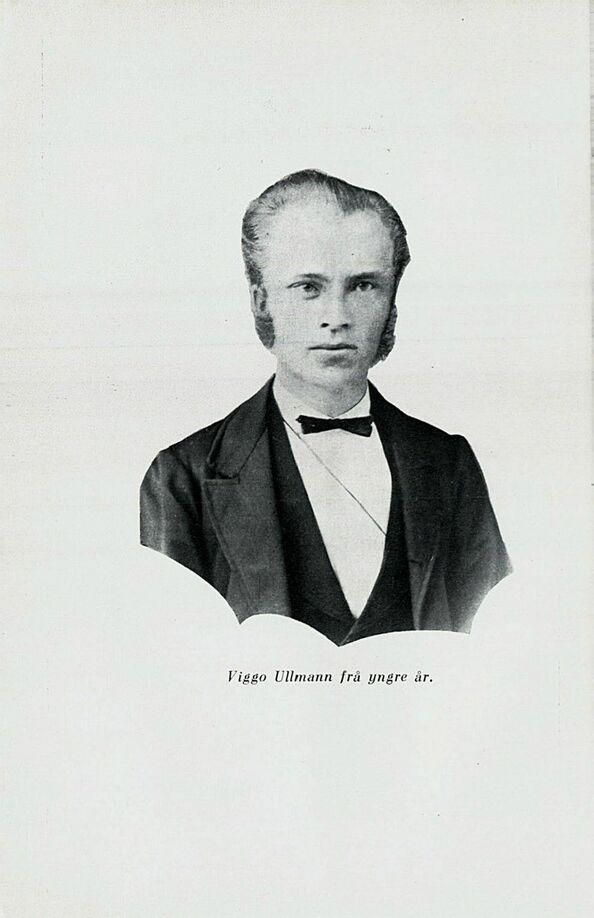
Viggo Ullmann als junger Mann

Auf Einladung des in Østre Moland im Nedenes amt (heute Arendal in Agder) ansässigen Ivar Fløistad gründete Viggo Ullmann in diesem Ort im Oktober 1873 eine Volkshochschule, die erste in Südwestnorwegen (Kristianssands stift). Im Herbst 1875 zog Ullmann mit seiner frisch angetrauten Frau Vilhelmine und seiner Schule nach Landvik bei Grimstad um, in den Klokkergaarden in Homedal. Im folgenden Jahr erhielt die Schule ihr eigenes Haus in Vigmarken, benannt nach Ole Vig. Bis 1879 wurden hier im Winter die Jungen und im Sommer die Mädchen unterrichtet, bis die Schule wegen Schülermangels und schlechter Finanzen schließen musste.
Im Jänner 1880 begann Viggo Ullmann eine neue Schule auf dem Hof Bjørge in Seljord und unterrichtete nun Jungen und Mädchen gemeinsam. Die Koedukation und der Grundtvigianismus der Lehrer (neben Ullmann auch Oddmund Vik und Kristian Førland) beunruhigten den örtlichen Pfarrer. Im Folgejahr wurde der Unterricht in Drangedal abgehalten und im Winter 1882–1883 in Vinje. In Vinje nahm die Schülerzahl wöchentlich zu, „so dass es in der letzten Periode 60-70 waren. Es waren sowohl Männer als auch Frauen, einige waren 14 Jahre alt, andere 18, 20, 25, 30 und so weiter. In der Schule gab es alte Menschen im Alter von 60–70 Jahren.“
Im Mai 1884 erhielt Telemarks folkehøgskule ihren dauerhaften Standort. Mit Unterstützung der örtlichen Bauern kaufte Ullmann den Hof Utgarden in Seljord. „Während der 23 Jahre, die er dort tätig war, war Seljord ein Zentrum der Volksaufklärungsarbeit. Viele Jahre lang gab es dort auch eine private Lehrerbildungsanstalt, die Ullmann gleichzeitig mit der Volkshochschule betrieb. Zu den Lehrerkursen in den Sommermonaten kamen Lehrer aus dem ganzen Land und bekannte Schulleute aus den Nachbarländern.“ 1882–1887 und erneut ab 1892 wurde die Schule durch finanzielle Zuschüsse von der Provinzverwaltung (Bratsberg amt) unterstützt; ab 1900 war sie eine staatlich finanzierte Volkshochschule.

### Redner und Publizist der „Linken“
Viggo Ullmann war Mitglied des Gemeinderats von Landvik (1878–1879) und später von Seljord (1889–1902), wo er 1902 Bürgermeister wurde „und auch verschiedene kommunale Ämter bekleidet hat.“ Als Anhänger der Demokratisierung der Gesellschaft und durch seine Pflege des Bäuerlichen und des nationalen Kulturerbes fand er seinen Platz in der eben erst entstehenden venstrebevegelsen (Linken Bewegung). „Er begann früh, sich am politischen Meinungswandel im Lande zu beteiligen, und in den Wahlkampfjahren um 1880 stürzte er sich in eine politische Rednertätigkeit, die wahrscheinlich umfangreicher war als die jedes anderen Mannes im Lande. Bereits im März 1882 berichtet ein Biograph, dass er ‚entlang der Küste von Farsund bis Sandefjord und auf dem Lande vom Mandalsdalen über Sætersdalen, Telemarken, Jarlsberg, Buskerud, Oplandene und Stjør dalen‘ gereist sei. Insbesondere ist er unendlich oft als Redner für die Linkspartei bei den Parlamentswahlen aufgetreten und hat als solcher das ganze Land von Norden bis Süden bereist.“

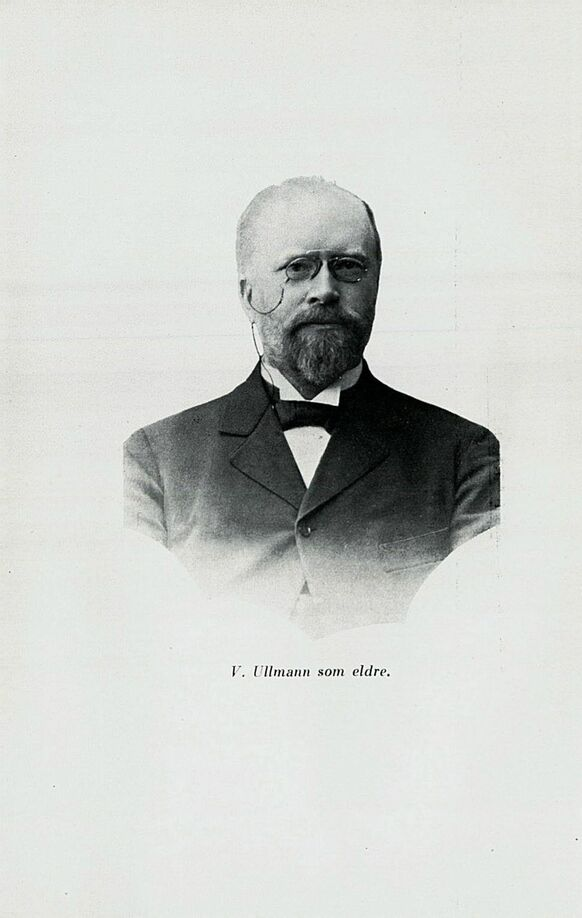
Viggo Ullmann in reifen Jahren

Als Vortragsredner über soziale, religiöse, literarische und historische Themen unternahm Viggo Ullmann ausgedehnte Reisen im ganzen Land und in Dänemark und 1893 sogar in Nordamerika. Die Vorträge, die er im April 1884 in Uppsala und Stockholm über den norwegischen Verfassungskampf hielt, erregten großes Aufsehen und lösten Kontroversen und Zustimmung aus. Er wurde von mehr als hundert Mitgliedern des schwedischen Riksdag gefeiert, was allgemein als Unterstützungserklärung für die norwegische Linke angesehen wurde, die die Verantwortlichkeit der vom König ernannten Regierung gegenüber dem Parlament durchsetzen wollte.
Viggo Ullmann vertrat seine Ansichten zur Sprachreform, Schulpolitik, kirchlichen Fragen und sozialen Reformen auch durch eine umfangreiche Publikationstätigkeit. Er veröffentlichte Zeitungsartikel in verschiedenen kirchlichen und pädagogischen Zeitschriften, aber auch in Dagbladet, Verdens Gang, Oplandenes Avis und Varden. Er war Mitherausgeber dreier Zeitungen: Varden (1891–1897), Vor Tid (1893–1894) und Norskt høgskuleblad (1899–1901). Er war målmann und 1891–1894 Vorsitzender von Det norske Samlaget, des 1868 gegründeten Verlags für Bücher in Nynorsk und den norwegischen Dialekten.

### Führendes Parteimitglied der Venstre
Viggo Ullmann war Vorsitzender der Venstre-Partei von Seljord. Die Venstre von Telemark (Telefylkets Venstresamlag) führte er als Vorsitzender seit ihrer Gründung am 28. Dezember 1883 bis zum Jahr 1889. Als am 28. Januar 1884 unter dem Namen Norges Venstreforening die landesweite Venstre-Partei gegründet wurde (als älteste politische Partei Norwegens), wurde Viggo Ullmann sofort in den Parteivorstand gewählt und blieb dessen Mitglied bis Februar 1900, als er die Wahl ablehnte. Ab September 1884 fungierte er eine Zeit lang als Sekretär. Vom Januar 1893 bis April 1894 und erneut von Mai 1898 bis Februar 1900 war er Parteivorsitzender. Zur Zeit der Parteispaltung schloss sich Ullmann Det rene Venstre an.
Im Verband der Schützenvereine Telemarks (Telefylkes folkevæbningssamlag) war er 1881–1888 Vorstandsmitglied und ab 1885 Vorsitzender. Vom 7. Oktober 1886 bis zum 21. Januar 1887, als er die Wiederwahl ablehnte, war er Vorsitzender der Frisindede Studenterforening (Liberale Studentenvereinigung) und im ersten Semester 1890 Vorsitzender von Det norske Studentersamfund (Norwegischer Studentenverein). Er war langjähriges Mitglied des Jernbanekomité (Eisenbahnausschuss) in Telemark und wurde 1890 sowie 1902 zu dessen Vorsitzenden gewählt. Und er war ein Mitglied der kongelige skolelovskom mission (Königliche Schulrechtskommission) von 1884.

### Parlamentsabgeordneter und -präsident

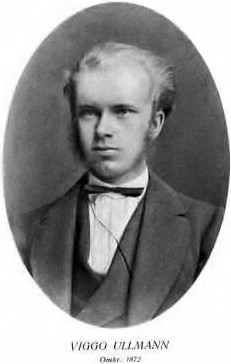
Viggo Ullmann, 1872

Viggo Ullmanns Karriere als Parlamentarier begann als stortingssuppleant (Ersatzmitglied) für die Wahlperiode 1883–1885. Anschließend war er 1886–1900 für die Venstre Abgeordneter des Wahlkreises Bratsberg amt (Telemark), wurde also fünf Mal hintereinander gewählt. Am 3. Juli 1900 verzichtete er „aus Rücksicht auf seine Schularbeit“ auf seine Wiederwahl.
1886–1891 war er Mitglied des Kirchenausschusses, in dem „sein Widerstand gegen die Sverdruper Kirchengesetzvorschläge besondere Aufmerksamkeit erregte. Als Vorsitzender des Haushaltsausschusses 1892–1900 gab er vor allem dem so genannten Kulturhaushalt ein starkes Gepräge von seinem herzlichen Interesse an Kunst und Wissenschaft.“ 1892–1900 war er Mitglied des Wahlausschusses, ab 1898 als dessen Vorsitzender. Außerdem nahm er an befristeten Sonderausschüssen teil (Vertragssystemausschuss 1892, Zollausschuss 1892, Haushaltssondereausschuss 1898, Vorsitzender des Ausschusses „zur Wahrung der Interessen des Storting im Zusammenhang mit Nobels Testament“ 1898).
Viggo Ullmann war Parlamentspräsident in den Wahlperioden 1892–1894 (abwechselnd mit Sivert Nielsen) und 1898–1900 (abwechselnd mit Carl Berner). In denselben Zeiträumen war er auch Vorsitzender der Venstre-Parlamentsfraktion (Stortings Venstreforening), eine Funktion, die seit 1895 mit jener des Stortingpräsidenten verbunden war. Außerdem war er Mitglied des Nationalen Steuerausschusses 1893–1899, stellvertretendes Mitglied des Nobelkomitees 1897–1900, Mitglied des Vorstands der Nansen-Stiftung 1899–1902 und des Aufsichtsausschusses für die Storting-Bibliothek 1892–1901.

### Politische Anliegen
Viggo Ullmann war noch kein Parlamentarier, als er in die politische Debatte eintrat, „an der er sich mit Leben und Lust beteiligte. Während der Ereignisse, die der Amtsenthebung des Selmer-Ministeriums vorausgingen, und auch später war er lange Zeit der unvergleichlich hartnäckigste öffentliche Redner der Linken.“ Die konservative Regierung Christian Selmer wurde auf Antrag der Venstre-Parlamentsmehrheit in einem gerichtlichen Verfahren (riksrett) abgesetzt, und König Oskar II. wagte es nicht, sich über das am 27. Februar 1884 gefällte Urteil hinwegzusetzen. Damit hatte sich die parlamentarische Kontrolle der Regierung – heute eine Selbstverständlichkeit – in Norwegen durchgesetzt.
Auch die geistige Freiheit fand in Ullmann einen Verteidiger, z. B. in den Jahren 1885–1886, als „er sich gegen die Beschlagnahmung von Hans Jægers Buch Fra Kristiania-Bohêmen und Christian Krohgs Albertine aussprach und sich für das Dichtergeschenk an Alexander Kielland einsetzte,“ das im Storting wegen des zeitkritischen Realismus seiner Schriften auf schroffe Ablehnung stieß.

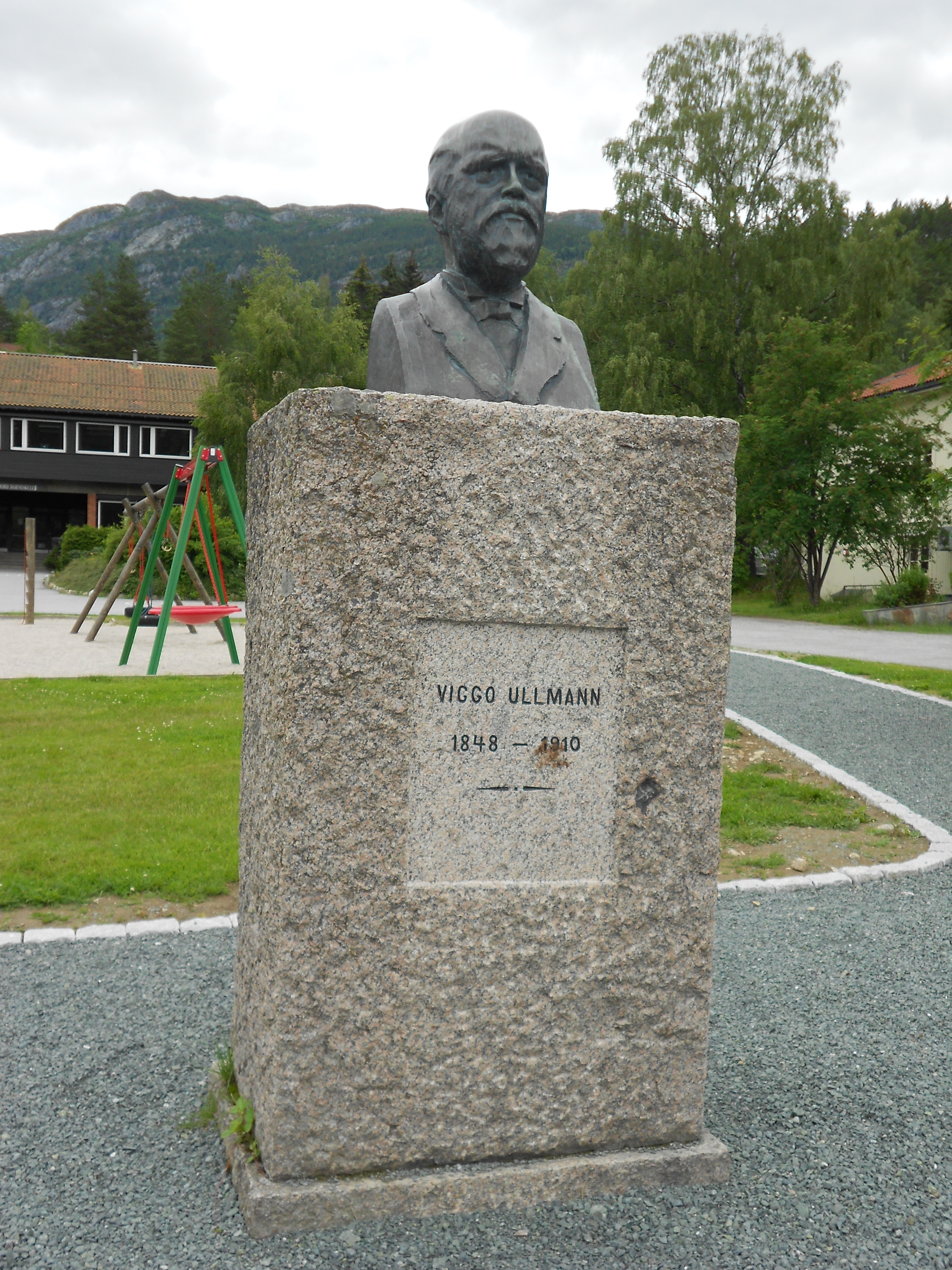
Viggo Ullmanns Büste in Seljord. Im Inneren des Sockels ist seine Asche beigesetzt.

Viggo Ullmann war, wie auch seine Mutter Vilhelmine Ullmann und die Schwester Ragna Nielsen, von Anfang an Mitglied der am 28. Juni 1884 gegründeten Norsk Kvinnesaksforening (Norwegische Frauenrechtsvereinigung) und einer der Unterzeichner der Einladung zum Beitritt im November desselben Jahres. Gemeinsam mit Ole Anton Qvam schlug er 1886 dem Storting vor, Frauen das Wahlrecht unter gleichen Bedingungen einzuräumen wie den Männern. Das allgemeine Wahlrecht bei Parlamentswahlen wurde jedoch erst 1913 eingeführt.
„Ullmann war ein leidenschaftlicher Verfechter des demokratischen Liberalismus und der nationalen Forderungen Norwegens“ und unterstützte 1895 die Verhandlungen über die Einführung eigener norwegischer Konsulate. Er war nicht mehr politisch aktiv, „als er sich nach der Auflösung der Union 1905 gegen das Ergebnis der Karlstader Verhandlungen aussprach und eine Petition zugunsten der Republik unterzeichnete.“
„Ullmanns politische Linie war von einer religiös und idealistisch motivierten radikalen Sozialpolitik bestimmt.“ Er war ein eifriger Befürworter von Arbeitsschutzgesetzen und einer durch progressive Einkommenssteuern finanzierten Sozialversicherung. Dabei war er von den Ideen Henry Georges beeinflusst, von dessen Hauptwerk „Progress and Poverty“ er 1886 eine Übersetzung vorgelegt hatte. George sah als Grund für die Armut die ungleiche Landverteilung und die Vorherrschaft der Monopole. Die Landfrage beschäftigte einige Jahre später noch Ullmanns ‚Nachfolger‘ Johan Castberg.
Viggo Ullmann war Antimilitarist und Pazifist und engagierte sich auch international für den Frieden. Zusammen mit Wollert Konow spielte er eine Schlüsselrolle bei der 1885 erfolgten Gründung der Norges Fredsforening (heute Norges Fredslag) (Norwegische Friedensvereinigung) und war auch einige Zeit deren Vorsitzender. 1890 gründete er Stortingets Fredsforening und war ihr erster Vorsitzender. In dieser Funktion vertrat er Norwegen auf mehreren Interparlamentarischen Friedenskonferenzen (Rom 1891, Bern 1892, Den Haag 1894, Kristiania 1899). Die 9. Konferenz vom 2. bis 4. August 1899 in Kristiania mit 251 Teilnehmern organisierte er selbst zusammen mit John Theodor Lund und Hans Jacob Horst, den damaligen Präsidenten des Lagting bzw. Odelstings.

### Schulbuchautor und Übersetzer

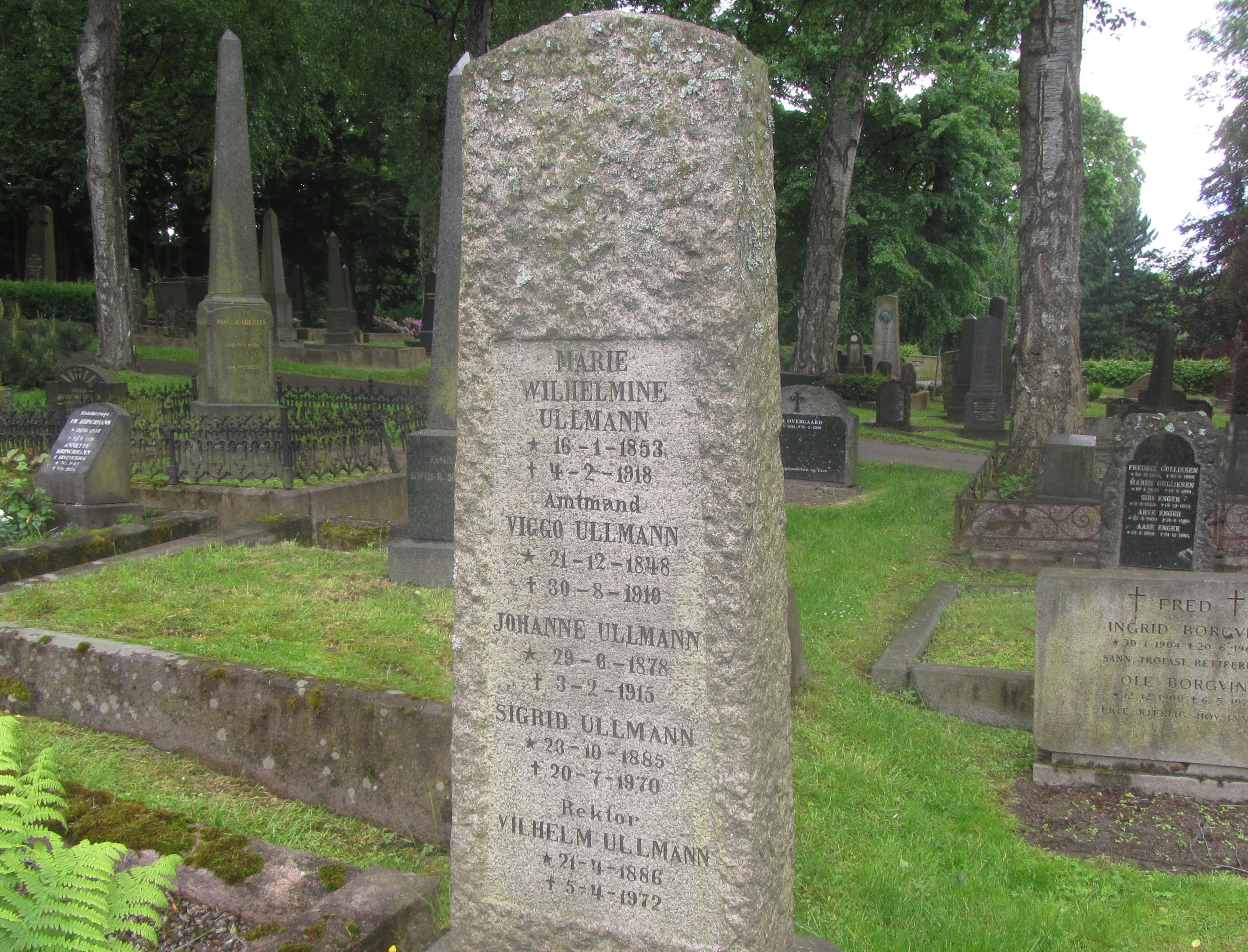
Grab von Viggo Ullmann und seiner Familie, Vår Frelsers gravlund. Von oben nach unten: Viggos Ehefrau Marie Wilhelmine, Viggo, Tochter Johanne, Vilhelms Ehefrau Sigrid, Sohn Vilhelm.

„Viggo Ullmann hatte eine ganz außergewöhnliche Arbeitskraft. Neben seiner pädagogischen und politischen Tätigkeit war er auch ein produktiver Schriftsteller.“ Er schrieb Bücher „für die Schule und das Selbststudium“, so der Untertitel seiner vierbändigen Weltgeschichte Haandbog i verdenshistorie til brug for seminarier og ungdomsskoler (1897–1909). „Das Werk war stark von einer grundtvigianischen Sichtweise geprägt.“ Auch seine Gesangsbücher und Legendensammlungen sind als Lehrmittel für die Volkshochschule konzipiert; während Über die Echtheit der Evangelien eine Antwort auf Bjørnson Frage nach der Herkunft der Wunder im Neuen Testament darstellt.
Ullmann übersetzte auch: Plutarchs Biografien, Ammianus Marcellinus‘ Geschichtswerk Rerum gestarum libri qui supersunt, Sagas aus dem Altnordischen und das schon erwähnte Werk von Henry George.

### Abschied aus Politik und Leben
Zu den Stortingwahlen 1900 trat Viggo Ullmann nicht mehr an. Der angegebenen „Rücksicht auf seine Schularbeit“ sind als Gründe noch seine angegriffene Gesundheit und die Enttäuschung über seine Parteikollegen hinzuzufügen, die Ullmanns radikalem Kurs vor allem in sozialen Fragen nicht mehr folgen wollten. Seiner Meinung nach war die Wahlniederlage der Venstre 1903 darauf zurückzuführen, „dass die Arbeiterpartei, enttäuscht von der Haltung der Linken in sozialen Fragen, ihren eigenen Weg gegangen war“. Viggos Kompromisslosigkeit und eine gewisse Überheblichkeit in politischen Debatten hatten zur Folge, dass ihm nie der Eintritt in eine Venstre-Regierung angeboten worden war. 1904 trat er sogar aus der Partei aus, der er seit ihrer Gründung angehört hatte.
Am 28. Februar 1902 wurde Viggo Ullmann zum amtmann im Bratsberg amt ernannt. Damit war er der oberste Verwaltungsbeamte des heutigen Fylke Telemark geworden, und er nahm seine Beamtenstellung ernst. Die Arbeit an der Volkshochschule in Seljord, die er als Parlamentarier bereits großteils seinen fähigen Mitarbeitern überlassen hatte, und seine dortige Wohnung gab er nun gänzlich auf. Zunächst pachtete er den Hof Lagmandsgaarden, kaufte dann aber den Gutshof Bratsberg (Bratsberg gård), den traditionellen Amtssitz des amtmanns, der auf Gregorius Dagssøn im 12. Jahrhundert zurückgeht.
In seinen letzten Jahren war Ullmann nicht mehr in der Lage, sein Amt auszuüben. „Obwohl noch nicht alt, war sein rastlos arbeitendes Gehirn, das so viele Gedanken zu seinem Volk getragen hatte, erschöpft, und die letzten Jahre seines Lebens wurden zu einer abendlichen Dunkelheit, in der der Tod wie eine Befreiung kam.“
Er starb am 30. August 1910 in Kristiania; als Todesursache wird im Kirchenbuch „Paralysis generalis“ vermerkt, mit dem Zusatz „Død Gaustad asyl (Brændt)“. Am 3. September wurde er auf dem Friedhof Vestre Gravlund beigesetzt: „Ungefähr zur gleichen Zeit, als seine sterblichen Überreste im Krematorium von Kristiania verbrannten, brannte auch sein Haus auf dem Bratsberg ab, und viele Jahre lang blieben die verbrannten Mauern und die verlassenen Brandstellen als traurige Erinnerung an das Ende seines Lebens erhalten; aber da seine finanzielle Lage schlecht war und die Grafschaft mit dem Kauf des Hofes für seine Schulden gebürgt hatte, musste sie seinen Nachlass übernehmen, und so ließ sie den verbrannten Hof Jahr für Jahr unangetastet und ungepflegt.“

## Beurteilungen
Viggo Ullmann wurde von den Zeitgenossen konträr beurteilt. Jakob E. Lange, ein dänischer Grundtvigianer, schrieb 1910 in seinem Nachruf: „Mit dem Tod von Viggo Ullmann hat Norwegen einen seiner begabtesten Söhne verloren. […] Und während bei einigen seiner Schüler die Geschichtsauffassung Grundtvigs bald zur Angst vor allen großen und kühnen Sprüngen schrumpfte, wurde sie für Ullmann zur Stütze seines Drangs nach lebendigem und tatkräftigem Fortschritt. Er stand immer an vorderster Front, wenn es um die Forderung nach kirchlicher Freiheit und dem Aufbrechen der Zwangsjacke der Orthodoxie sowie um die politische Befreiung des Volkes ging.“
Anlässlich Ullmanns Rückzug aus dem Parlament brachte das Hamburger Fremdenblatt am 15. Juli 1900 einen Korrespondentenbericht aus Kristiania: „Ullmann hat seit Mitte der Achtziger Jahre in dem politischen Leben Norwegens eine höchst bedeutsame und, leider, nicht selten auch eine recht verhängnißvolle Rolle gespielt. Ausgestattet mit einem ganz eigenartigen rhetorischen Talente, wußte er von dem Augenblicke an, wo er das Katheder seiner Volkshochschule in Seljord mit dem »talor stolen« des Storthings vertauschte, die verschlungenen Fäden der radicalen und unionfeindlichen Linkenpolitik mit seltener Fähigkeit in seiner Hand zu vereinigen. […] Er war die eigentlich treibende Kraft, dessen Wort seinen Parteifreunden als unumstößliches Dogma galt.“
Viggo Ullmann war in der Öffentlichkeit freimütig und willensstark, privat war er jedoch sehr zurückhaltend. Seine Schwester Ragna Nielsen schrieb nach seinem Tod über ihn: „Mein Bruder Viggo war im täglichen Leben nicht ganz so beeindruckend wie der Bruder meiner Mutter, Rechtsanwalt Dunker. Aber er hatte dieselbe zurückhaltende, introvertierte Art, was die Menschen in seiner Umgebung bedrückte und dazu führte, dass seine eigenen Leute, obwohl wir ihn alle sehr liebten, es schwierig fanden, in seiner Gegenwart frei und vertraulich zu sprechen.“ (zitiert bei.)

## Familie
Viggo Ullmanns Urgroßvater begründete vier norwegische Linien des Geschlechts der Hansteen, eine sehr verzweigte Familie, deren Mitglieder (und ihre Ehepartner) oftmals durch literarische, philologische, künstlerische, politische oder pädagogische Aktivitäten prominent geworden sind. Auffallend viele Frauen waren literarisch und für die Frauenrechte tätig: Viggos Mutter Vilhelmine Ullmann und deren Cousine Aasta Hansteen, Viggos Schwester Ragna Nielsen und seine Cousine Mathilde Schjøtt. Auch der Onkel Bernhard Dunker war politisch tätig.

## Werke
(Auswahl. Umfangreiches Werksverzeichnis in)
- Sagaen om Vølsungerne. (Die Sage von den Völsungen.) Gyldendalske Boghandels Forlag, Kopenhagen 1873 (Digitale Version).
- Latinskolen og den klassiske Dannelse. (Lateinschule und klassische Bildung.) Hamar 1873 (Digitale Version).
- (mit G. Lorentzen:) Historiske sange til brug ved folkehøjskoler og amtsskoler. (Historische Lieder für den Einsatz an Volkshochschulen und Kreisschulen.) Olsen, Risør 1879 (Digitale Version).
- Vore evangeliers ægthed. Et tilsvar til B. Bjørnsons: »Hvorfra stammer miraklerne i de nye testamente?« (Die Echtheit unserer Evangelien. Eine Antwort auf B. Bjørnsons: »Woher kommen die Wunder im neuen Testament?«) Hamar 1883.
- Foredrag over Israels historie. (Vortrag über die Geschichte Israels.) Schønberg, Kopenhagen 1884 (Digitale Version).
- Salmebog for kirke, hjem og skole. (Gesangbuch für Kirche, Heim und Schule.) (Hrsg. V. A. Wexelsen), Huseby & Co, Kristiania 1887 (Digitale Version).
- Sangbog for den norske ungdomsskole. (Liederbuch für norwegische Gymnasien.) De tusen hjems forlag, Kristiania 1895 (Digitale Version).
- Haandbog i verdenshistorien til brug for seminarier og ungdomsskoler samt til selvstudium. (Handbuch der Weltgeschichte für den Gebrauch in Seminaren und weiterführenden Schulen sowie für das Selbststudium.) 4 Bände. Alb. Cammermeyers forlag, Kristiania 1897–1909.
  - Verdenshistorien. Historien indtil Kristus. (Weltgeschichte. Geschichte bis Christus.) 1897 (Digitale Version).
  - Verdenshistorien. Historien fra Apostelmenigheden til Martin Luther. (Weltgeschichte. Geschichte von der Apostelgemeinde bis Martin Luther.) 1901 (Digitale Version).
  - Verdenshistorien. fra Luther til 1814. (Weltgeschichte. Von Luther bis 1814.) 1904 (Digitale Version).
  - Verdenshistorien. fra 1815 til 1870. (Weltgeschichte. Von 1815 bis 1870.) 1909 (Digitale Version).
- (mit Yngvar Brun:) Europæisk Digtning. (Europäische Lyrik.) Aschehoug, Kristiania 1900 (Digitale Version).
- (Hrsg. Vilhelmine Marie Ullmann:) Breve fra Viggo Ullmann. under et ophold i Danmark ved de danske folkehøiskoler vinteren 1872–1873. (Briefe von Viggo Ullmann während eines Aufenthalts in Dänemark an den dänischen Volkshochschulen im Winter 1872–1873.) Cappelen, Kristiania 1916 (Digitale Version)

### Artikel in Zeitschriften und Zeitungen
(Quelle)
- Magne. Tidskrift for kirkelig og folkelig Oplysning. 1882–1886
- Vor Tid. Tidskrift for kristendom og samfundsspørgsmaal. 1887–1891
- Vor Tid. Ny Række. 1893
- Norskt høgskuleblad. 1899–1901
- Nordisk månedskrift f. folk. og krist. oplysning. 1873–1878
- Dansk Kirketidende. 1878
- Dagbladet. 1884–1900
- Verdens Gang. 1885–1893
- Oplandenes Avis. 1873–1886
- Varden. 1881–1890

### Übersetzungen
- Plutarch: Levnedsskildringer af Plutark. (Lebensschilderungen von Plutarch.) 2 Bände. Arendal 1876–1877.
- Ammianus Marcellinus: Femogtyve år af Roms historie i det fjerde årh. e. Kr. 1. (Fünfundzwanzig Jahre römische Geschichte im vierten Jahrhundert.) (la: Rerum gestarum libri qui supersunt.) 3 Bände. Svendsen, Arendal 1877 (Digitale Version).
- Henry George: Fremskridt og Fattigdom. en Undersøgelse af Årsagerne til de industrielle Kriser og Fattigdommens Vækst midt under den voksende Rigdom. (Fortschritt und Armut: Eine Untersuchung der Ursachen von Industriekrisen und der Zunahme der Armut bei wachsendem Reichtum.) (en: Progress and poverty. an inquiry into the cause of industrial depressions, and of increase of want with increase of wealth.) Huseby, Kristiania 1886 (Digitale Version).

### Herausgeberschaften
- (mit Haagen Krog Steffens:) Conradine Dunker: Gamle Dage. Erindringer og Tidsbilleder. (Alte Tage. Erinnerungen und Zeitbilder.) 2. Ausgabe, Gyldendal, Kristiania 1909 (Digitale Version).

### Nekrologe
- Aftenposten. Ukens nytt. 1. September 1910 (Digitale Version)
- Dagbladet. 30. August 1910 (Digitale Version)